# Joe De Grasse
Joseph Louis De Grasse (4 de maio de 1873 – 25 de maio de 1940) foi um diretor de cinema canadense. Nascido em Bathurst, Nova Brunswick, ele era o irmão mais velho do ator Sam De Grasse.
Joe De Grasse começou sua carreira como jornalista, mas logo apaixonou-se por teatro e levou o trabalho atuando como ator de teatro. Em 1910, ele atuou em seu primeiro filme e apesar de ele aparecer como ator em 13 filmes e escrever 2 roteiros, seu interesse real foi como diretor.
Enquanto trabalhava em Hollywood para a Universal Pictures, Joe De Grasse conheceu e casou-se com uma das poucas diretoras femininas trabalhando na época, Ida May Park (1879-1954). Ele 1915, ele se tornou um dos membros fundadores da Motion Picture Directors Association, um percussor do atual Directors Guild of America.
Durante sua carreira, ele dirigiu um total de 86 filmes.
Joseph De Grasse morreu em Eagle Rock, Califórnia.

## Filmografia selecionada
- A Broadway Scandal (1918)
- The Scarlet Car (1917)
- Anything Once (1917)
- The Grasp of Greed (1916)
- Bobbie of the Ballet (1916)
- The Gilded Spider (1916)
- Under a Shadow (1915)
- The Millionaire Paupers (1915)
- Lon of Lone Mountain (1915)
- Her Escape (1914)
- A Night of Thrills (1914)
- The Lion, the Lamb, the Man (1914)
- Lights and Shadows (1914)
- Her Life's Story (1914)
- Virtue Is Its Own Reward (1914)
- The Pipes o' Pan (1914)
- Her Bounty (1914)